# 喜峰口戰鬥 (北洋政府時期)
喜峰口戰鬥發生於1924年10月22日，地點則是在中國河北省境。是北洋政府時期內戰之一，交戰兩方為華北國民軍及奉軍李景林。戰鬥末了，雙方僵持，山東軍隊並首度介入華北戰爭。